# Маратонки
Маратонките са вид обувки, предназначени за спортуване. При ползването им и маратонките и краката на човек са подложени на големи натоварвания. С тези натоварвания е съобразен дизайнът им и материалите, от които се произвеждат. Поради това маратонките са леки, здрави, проветриви и удобни, което е причина освен за спорт да се използват и в ежедневието. За децата, тийнейджърите и немалък процент от възрастните маратонките са основната ежедневна обувка.

## Видове
Различните видове спорт натоварват по различен начин краката и маратонките. Съобразяването с тези разлики е довело до обособяване на различни конструкции.
- за джогинг и ходене – Леки маратонки с мека подметка, извита при пръстите на горе. В задната част на подметката често се имплантират камери с гел или въздух за по-добро абсорбиране на удара, който се получава при стъпването на петата. Горната част (саята) е от лека дишаща материя.
- за баскетбол – маратонки с увеличена височина с цел обхващането и поддържането на глезена. Подметките са дебели и абсорбиращи натоварвания както в областта на петите така и в областта на пръстите.
- за бягане по писта (шпайкове) – след като на олимпиадата през 1936 г. спринтьорът Джеси Оуенс печели 4 златни медала с новите обувки – шпайкове на марката Пума АГ, шпайковете стават стандарт за всички видове бягания по писта. Шпайковете са изключително леки маратонки с шипове (шпайкове) в предната част на подметката, които забивайки се в пистата осигуряват огромно сцепление.
- за тенис – маратонки със здрава, обикновено кожена горна част (сая). Подметките са подложени на усилено триене при постоянните резки тръгвания и спирания на спортуващия. Затова материалите от които са направени са с повишена износоустойчивост.
- за футбол (бутонки) – леки маратонки с бутонки по подметките за добро сцепление с тревата. Горната част е от кожа за по-плътен удар по топката и за по-голяма устойчивост на износване.
- за скейтборд – маратонки с равна дебела подметка за по-добро сцепление с дъската покрита с шкурка и в същото време абсорбиращи натоварванията в ходилото и петата. Здрава горна част, често с удебелени езици, усилена в областта на петата и пръстите, целяща да предпази ходилото на спортуващия от честите удари при изпълнението на различните фигури.

## Производители
1. Adidas
2. Nike
3. Puma
4. Reebok
5. Asics
6. Converse
7. Ethletic
8. Fila
9. Merrell
10. PF Flyers
11. Skechers
12. Vans